# 의학 약어 목록
의학 약어 목록(醫學略語目錄, 영어: list of medical abbreviations)은 의학에서 사용되는 약어들에 관한 목록이다. 약어는 의학에서 매우 자주 사용된다. 상황에 맞게 잘 사용하면 효율성을 높일 수 있다. 간결함의 장점은 난독화(다른 사람과의 의사 소통을 이해하기 어렵게 만드는 것)와 모호함(두 가지 이상의 의미로 해석이 가능함)의 가능성을 비교 평가해야 한다. 모범 사례(및 경우에 따라 규제 요구 사항)에 따라 실수를 방지하기 위해 특정 의료 약어를 사용하지 않는다. 이는 의료 처방전에 사용되는 약어 목록에 표시되어 있다.

## 같이 보기
- 의료 처방전에 사용되는 약어 목록
- 의학 용어의 어근, 접두사 및 접미사 목록
- 의학사전
- 의학 속어
- 두문자어
- 준말